# Júlio Cocielo
Júlio César Pinto Cocielo (Osasco, 25 de maio de 1993) é um youtuber, humorista, ator, cantor e influenciador digital brasileiro. Conhecido pelo seus vlogs no YouTube.
Ficou conhecido após publicar vlogs em seu canal, onde apresenta seu cotidiano em forma de comédia.  Em novembro de 2024, tem 21 milhões de inscritos em seu canal principal no YouTube, sendo um dos canais humorísticos mais destacados do website. Além de ser um dos mais destacados nesse gênero no Brasil, também tem um dos maiores canais do país.

## Biografia

### Início de vida e família
Nasceu em Osasco em uma realidade pobre. Aos 18 anos, prestes a servir o quartel, estava sem emprego e já havia terminado a escola, porém seus amigos diziam que ele tinha jeito para o humor e sugeriram que ele fizesse vlogs. Foi registrado apenas em 2006, aos 13 anos, uma consequência dos problemas familiares sofridos por ele. Em 2007, seu pai faleceu após uma cirurgia, que não surtiu efeito, para retirar um aneurisma cerebral. No final de 2011, criou o CanalCanalha, e após cerca de um ano, conseguiu resultados positivos.

## Carreira

### 2014–presente:CanalCanalha

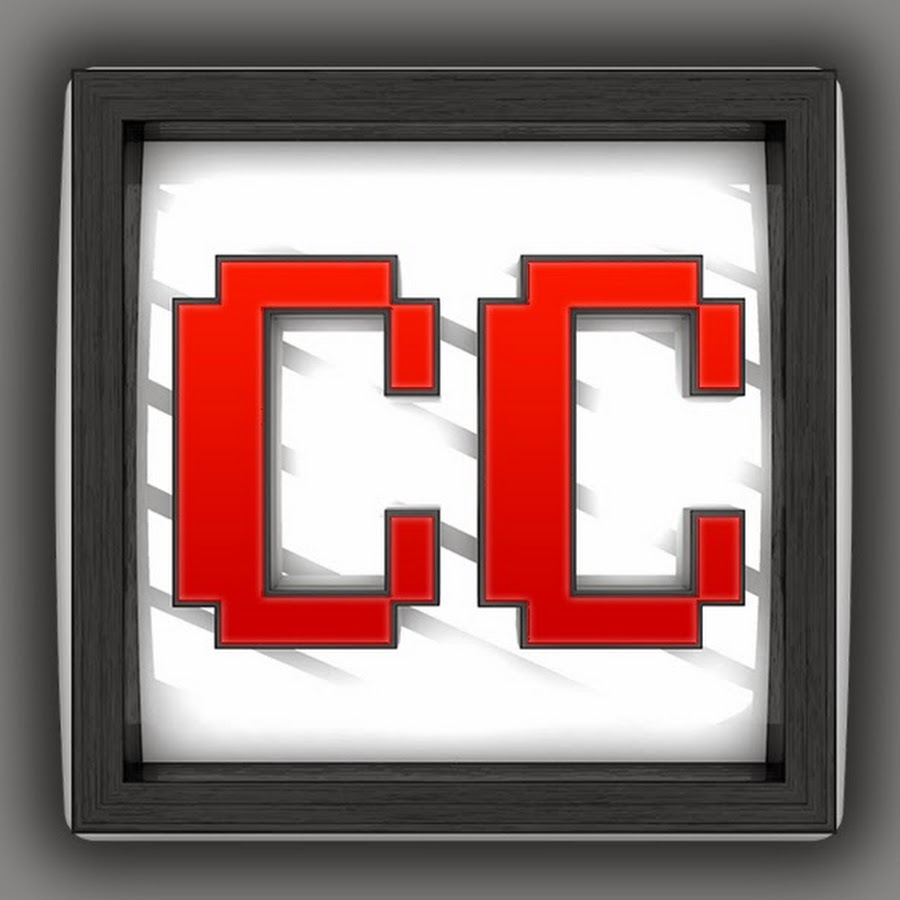
Logotipo do CanalCanalha.

Seu primeiro vídeo em que ele fala sobre comerciais, rendeu cerca de dois mil visualizações na época. A partir daí, foi conhecendo outros youtubers e aumentando seu público, e com o tempo foi conquistando grande sucesso no Youtube; em uma despretensiosa produção caseira ao sucesso de massas. Nos vídeos, ele comenta assuntos do cotidiano de forma informal e com tom humorístico, causando uma onda de sucesso por parte do público, e uma certa rejeição por outra parte.
Várias críticas alegam que o conteúdo do canal é chulo e frequentemente é exibido o consumo de bebidas alcoólicas em seus vídeos. O vídeo que impulsionou seu sucesso, foi o 10 Mandamentos do Rei do Baile Funk. Em 2015, Júlio chegou a 1 milhão de inscritos, e seu vídeo mais visto até hoje é o As Inadequadas Gírias, que totaliza atualmente cerca de 25 milhões de visualizações.
Cocielo trabalha sem apoio de profissionais. Atualmente, é o terceiro maior canal do Brasil no YouTube, com mais de 18 milhões de inscritos. De acordo com pesquisa divulgada pelo Google, Júlio é a décima personalidade mais influente do Brasil entre os jovens de 14 e 17 anos, perdendo para nomes como Luciano Huck, Whindersson Nunes, Jair Bolsonaro, Taís Araújo, Tatá Werneck, entre outros.
Em 2016, participou do elenco do filme Internet: O Filme. No mesmo ano, ganhou o Prêmio Risadaria na categoria de melhor vlog cômico. Em 2017, começou a namorar com a também youtuber Tata Estaniecki, e no mesmo ano criou um canal de casal junto com ela, intitulado Tacielo. No dia 24 de março de 2018, se casaram em Punta Cana. Mas o casamento oficial foi no dia 30 de abril de 2018 na Paróquia Nossa Senhora do Brasil, em São Paulo Em 18 de abril de 2020, nasceu a primeira filha do casal, Beatriz Estaniecki Cocielo, na Pro Matre Paulista em São Paulo.

### 2015:Pânico na Band
Em 2015, foi convidado pela Band para participar do Programa Pânico na Band, em um quadro intitulado Bate ou Regaça. As participações dele foram interrompidas para que ele se dedicasse ao próprio stand up.

### 2017–presente:Talvez Você se Arrependa
No início de 2017, Cocielo anunciou em suas redes sociais que começaria um novo show, intitulado de Talvez Você se Arrependa, uma peça teatral de humor. Atualmente a peça está ativa, com direção e texto de Thiago Ventura.

### 2021–22:Galera Esporte ClubeeEncrenca
Em agosto de 2021, Cocielo foi contratado pela RedeTV! para apresentar o Galera Esporte Clube, programa esportivo que une esporte e humor, junto de Victor Sarro, Lucas "Cartolouco" Strabko e Letícia Esteves. Um mês depois, ele passou também a ser um dos integrantes da nova formação do Encrenca, mas saiu da atração em janeiro de 2022. Meses depois, deixou a emissora.

## Filmografia

### Webséries / Internet
| Período       | Título                         | Personagem | Nota(s)                                            |
| ------------- | ------------------------------ | ---------- | -------------------------------------------------- |
| 2011-presente | Canal Canalha                  | Ele mesmo  | Canal Oficial no YouTube                           |
| 2014-presente | Júlio Cocielo                  | Ele mesmo  | Canal Secundário no YouTube                        |
| 2019-presente | Canal Reversão                 | Ele mesmo  | Canal Secundário no YouTube                        |
| 2017-presente | Tacielo (com Tata Estaniecki)  | Ele mesmo  | Canal de casal no YouTube                          |
| 2021          | A Fantástica Máquina de Sonhos | Ele mesmo  | Canal TV ZYN da plataforma SBT Vídeos (Atual +SBT) |

### Televisão
| Período   | Título                | Papel                     | Nota(s)      | Ref.                   |
| --------- | --------------------- | ------------------------- | ------------ | ---------------------- |
| 2015-2017 | Pânico na Band        | Ele Mesmo                 | Apresentador | Quadro: Bate ou Regaça |
| 2021      | Bake Off Celebridades | Participante (14.º Lugar) | 3º Eliminado | [ 16 ]                 |
| 2021-2022 | Galera Esporte Clube  | Ele mesmo                 | Apresentador |                        |
| 2021      | Encrenca              | Ele mesmo                 | Apresentador | [ 17 ]                 |

### Cinema
| Lançamento | Título                      | Personagem        | Ref.   |
| ---------- | --------------------------- | ----------------- | ------ |
| 2017       | Internet: O Filme           | Tito              | [ 18 ] |
| 2017       | Os Penetras 2               | Ele mesmo         | [ 19 ] |
| 2019       | FLOPS - Uma comédia musical | Ele mesmo         |        |
| 2019       | Angry Birds 2: O Filme      | Hal (voz)         |        |
| 2023       | Dungeons And Dragons        | Toke Horgath(Voz) | [ 20 ] |
| 2024       | Sonic 3 - O Filme           | Juan/Pablo (voz)  | [ 21 ] |

## Prêmios e indicações
| Ano  | Prêmio             | Categoria                   | Resultado | Ref.   |
| ---- | ------------------ | --------------------------- | --------- | ------ |
| 2013 | IG Web Talent Show |                             | Venceu    |        |
| 2016 | Prêmio Risadaria   | Melhor vlog cômico          | Venceu    | [ 22 ] |
| 2016 | Meus Prêmios Nick  | Youtuber masculino favorito | Indicado  |        |